# Vitovlje (Słowenia)
Vitovlje – wieś w Słowenii, w gminie miejskiej Nova Gorica. W 2018 roku liczyła 550 mieszkańców. 